# Szczot

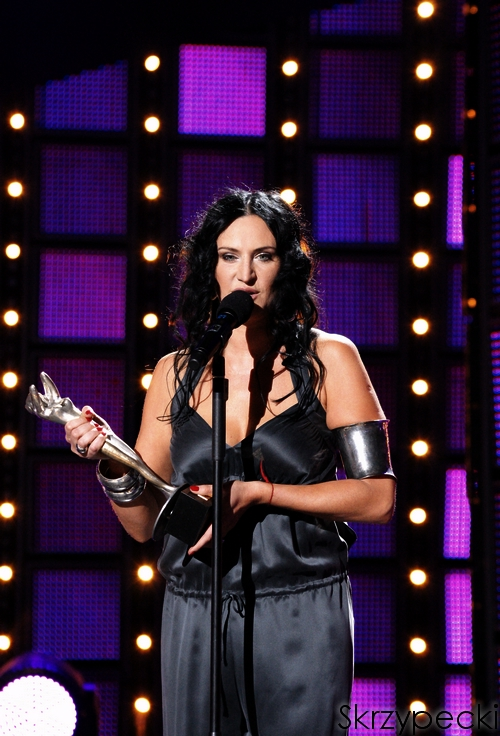
De Poolse zangeres Katarzyna Szczot.

Szczot [uitspraak: [ʂt͡ʂot], ong. tsjot] is een Poolse achternaam. De naam is afgeleid van het woord Szczotkować, dat letterlijk "kwast" betekent.

## Personen
- Katarzyna Szczot - Pools zangeres
- Robert Szczot - Pools voetballer die uitkomt voor ŁKS Łódź